# 바흐시강

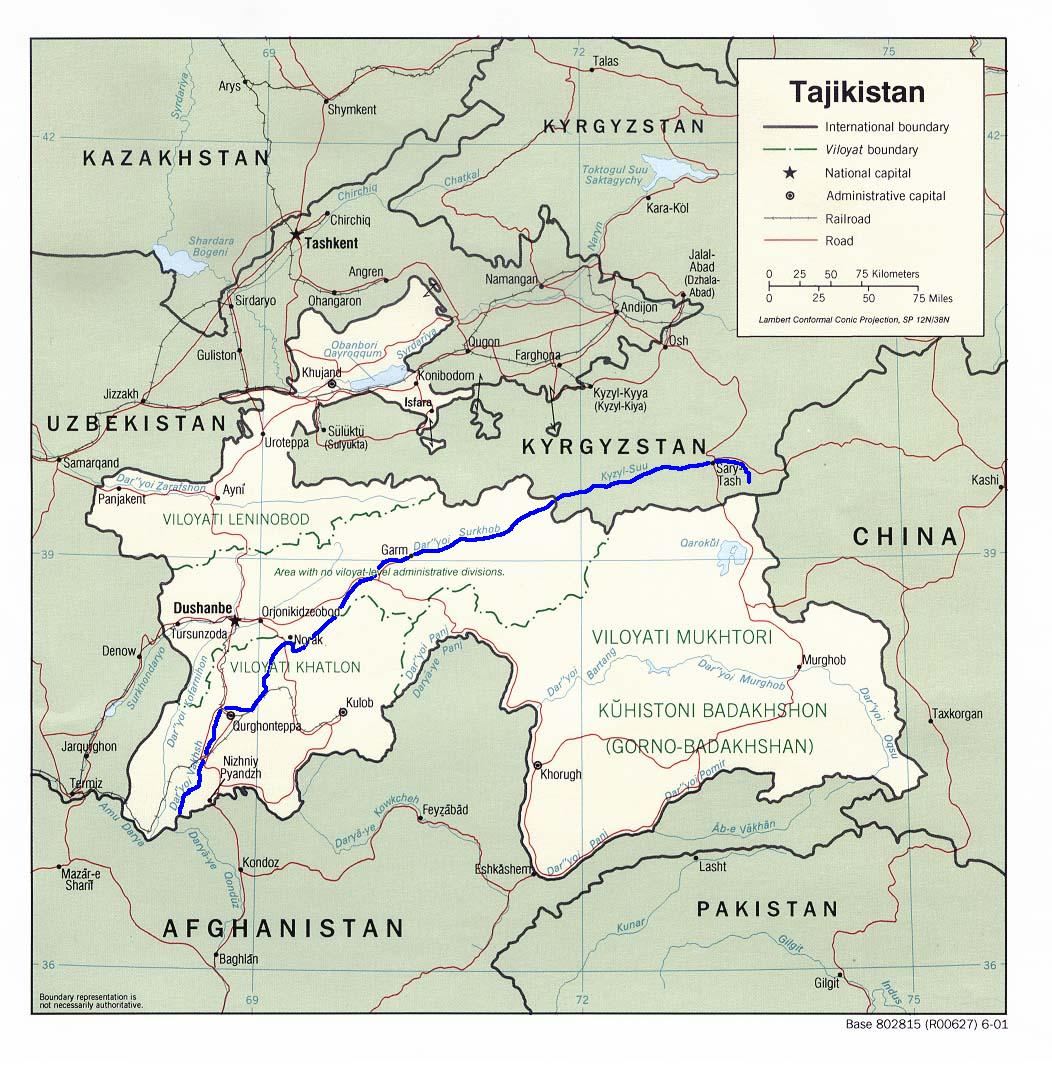
파란색으로 표시된 부분이 바흐시강

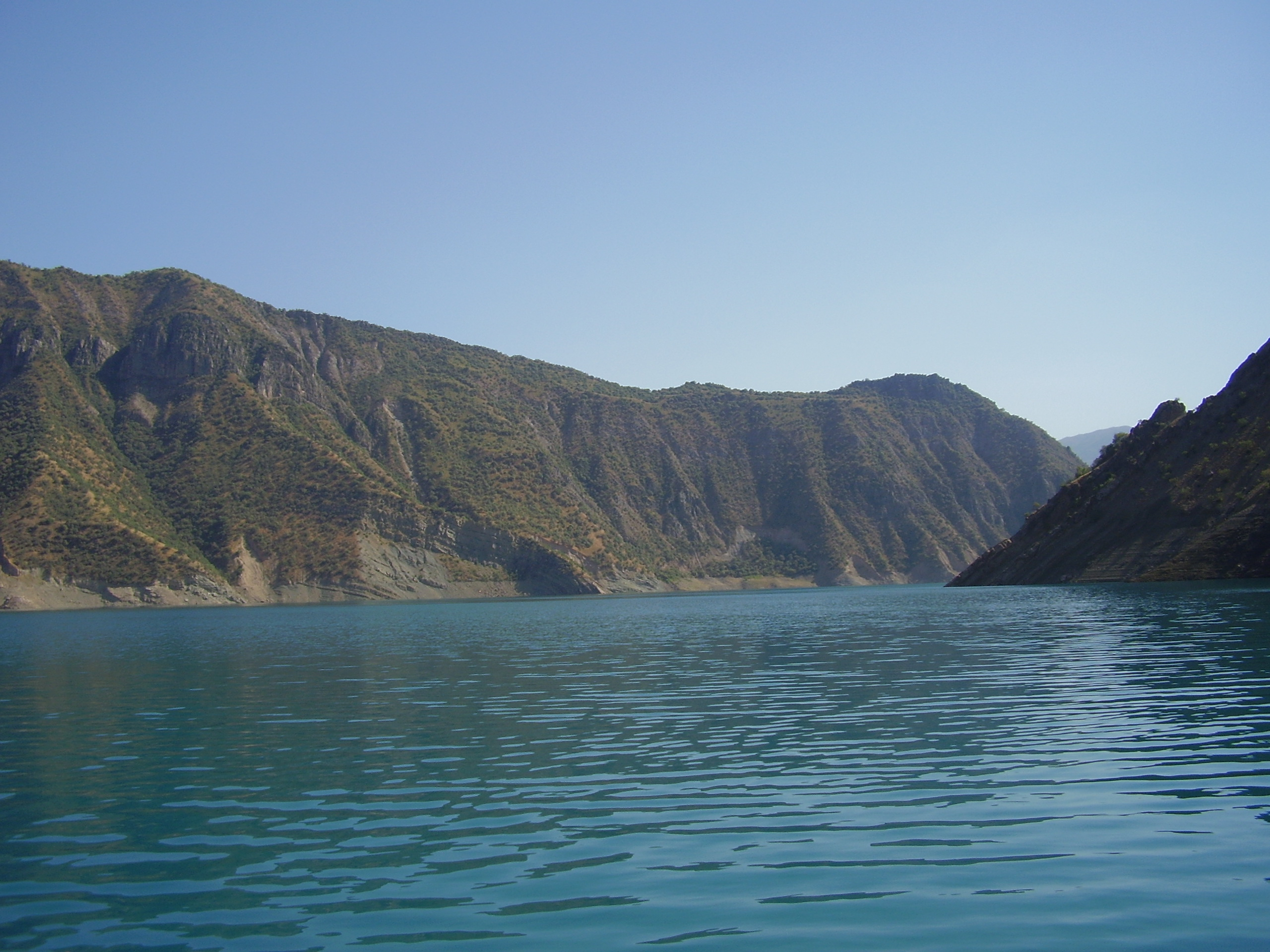
바흐시강에 건설된 누레크 댐에 의해 형성된 저수지

바흐시강(타지크어: Вахш, 페르시아어: وخش)은 타지키스탄과 키르기스스탄 사이를 흐르는 강이다. 길이는 786km, 유역 면적은 39,100km2, 평균 유량은 621m3/s이다. 타지키스탄 중북부 지방에서는 수르호브강(타지크어: Сурхоб, 페르시아어: سرخاب), 키르기스스탄에서는 키질수강(키르기스어: Кызылсуу)이라고 부른다.

## 지리
바흐시강은 아무다리야강의 지류 가운데 하나로서 키르기스스탄에 위치한 파미르고원의 알라이 계곡에서 발원하여 키질수강과 묵수강이 합류하는 지점에서 합류한다. 파미르고원에서 빠져 나간 다음에는 타지키스탄 남서부의 비옥한 저지대를 흐르고 아프가니스탄 국경 지대에 위치한 판지강과 합류하면서 아무다리야강으로 흘러간다. 바흐시강은 아무다리야강의 전체 유량 가운데 25%를 차지한다.
바흐시강의 전체 유역 면적 39,100km2 가운데 79.8% 정도인 31,200km2가 타지키스탄에 위치한다. 바흐시강은 파미르고원의 빙하 지대를 통해 유입되기 때문에 유속은 겨울과 여름 사이에 큰 계절 변동성을 갖고 있다.

## 수력 발전
바흐시강은 타지키스탄의 수력 발전에 이용되고 있는데 타지키스탄이 건설한 수력 발전소 5개가 이 곳에 위치한다. 이들 수력 발전소는 타지키스탄 전체 발전량의 90%를 차지하고 있다. 특히 소련 시절에 건립된 누레크 댐은 세계에서 가장 높은 댐 가운데 한 곳이기도 하다. 바흐시강에서 생산된 물의 85%는 관개용수로 사용된다.
바흐시강은 지진 활동이 활발한 지역에 위치하고 있어서 지진으로 인한 산사태가 일어나면 지하수 수위가 높아지면서 폐색호가 형성되어 수로가 막히기도 한다. 2002년에는 타지키스탄 정부가 아시아 개발 은행으로부터 제공받은 차관을 통해 계곡 경사면 안정화 사업을 진행했다.